# Volk i semero kozljat
Volk i semero kozljat (in russo Волк и семеро козлят?) è un film d'animazione sovietico del 1957 ispirato alla fiaba dei fratelli Grimm Il lupo e i sette capretti. Diretto da Pëtr Nosov, è stato realizzato presso lo studio Sojuzmul'tfil'm.

## Trama
La storia riprende quella dei Fratelli Grimm. Un lupo cattivo si accorge della casa di sette graziosi capretti con la loro madre. Quando la mamma Capra si assenta per andare a fare la spesa, il lupo si presenta alla porta, cantando la stessa canzone con cui la mamma chiede ai capretti di aprire, ma i capretti lo riconoscono per la voce e lo scacciano via. Il lupo allora si dirige da un orso fabbro e gli chiede di rendergli più soave la voce. Il lupo si ripresenta a casa dei capretti la seconda volta e questa volta i capretti lo scambiano per la loro madre e gli aprono la porta. I primi sei capretti vengono messi in un sacco e portati via. Mentre il settimo capretto riesce a nascondersi nel forno. 

Due coniglietti e un picchio li indirizzano alla casa del lupo e, mentre il lupo è a empire l'acqua mettono dei mattoni nel sacco e i due coniglietti vanno a chiudere auto all'orso. Il lupo prova la fuga, ma il peso del sacco lo fa cadere nel fiume. Il corto finisce con tutti i personaggi che si mettono a ballare allegri. 